# Acanthicus hystrix
Az Acanthicus hystrix a sugarasúszójú halak (Actinopterygii) osztályának harcsaalakúak (Siluriformes) rendjébe, ezen belül a tepsifejűharcsa-félék (Loricariidae) családjába tartozó faj.
Nemének a típusfaja.

## Előfordulása
Az Acanthicus hystrix előfordulási területe Dél-Amerikában van. Az Amazonas-medence egyik halfaja.

## Megjelenése
Ez a hal az átlagos 53 centiméteres hosszával, a többi tepsifejűharcsához képest eléggé nagy méretű. Eddig a legnagyobb kifogott példány 70 centiméteres volt.

## Életmódja
A trópusi, 22-27 Celsius-fokos hőmérsékletű édesvizeket kedveli. A víz fenekén él és keresi a táplálékát.

## Felhasználása
Főleg a városi akváriumok tartják ezt a harcsát.